# منتخب كولومبيا لكأس فيد
منتخب كولومبيا لكأس فيد (بالإسبانية: Equipo de Fed Cup de Colombia)‏ هو ممثل كولومبيا الرسمي في كرة المضرب في كأس فيد.